# Jessie Willcox Smith

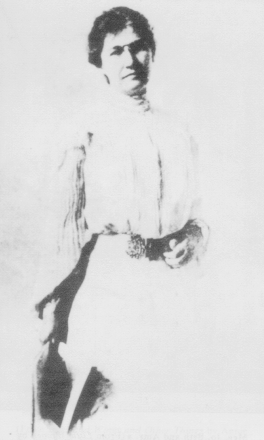
Jessie Willcox Smith, um 1890

Jessie Willcox Smith (* 6. September 1863 in Philadelphia, Pennsylvania; † 3. Mai 1935 ebenda) war eine US-amerikanische Illustratorin für Zeitschriften, Kinder- und Jugendliteratur.

## Leben
Jessie war die Tochter von Charles Henry Smith und seiner Frau Katherine Dewitt. Sie studierte an der Pennsylvania Academy of the Fine Arts unter Thomas Eakins und machte im Jahre 1888 ihren Abschluss. Ein Jahr später begann sie als Illustratorin bei der Zeitschrift Ladies' Home Journal zu arbeiten. 1894 schrieb sie sich am Drexel Institute of Art, Science and Industry (heute Drexel University) ein und beendete 1902 unter Howard Pyles an der renommierten Kunstschule Brandywine School ihr Studium. In den späteren Jahren verdiente sie ihr Geld als Illustratorin für Plakate, Zeitschriften, Kinder- und Jugendbücher. Eine jahrelange Freundschaft unterhielt sie mit Elizabeth Shippen Green und Violet Oakley, die sie beim Studium in der Brandywine School kennenlernte. Dort wurde das Frauen-Trio The red rose girls genannt.

## Illustrationen
- George MacDonald: Hinter dem Nordwind. Illustrationen Jessie Willcox Smith. David McKay, 1919
- George MacDonald: The Princess and the Goblin. Illustrationen Jessie Willcox Smith. David McKay, 1920